# ذخیره‌گاه طبیعی تیهو
ذخیره‌گاه طبیعی تیهو (به لاتین: Tihu Nature Reserve) یک منطقه حفاظت‌شده در استونی است که در استونی واقع شده‌است.